# ジャンプカット
ジャンプカット（英語:jump cut）とは、映像編集手法の一種である。同様のショットを、時間の経過を飛ばして繋ぎ合わせること。

## 概要
ショットの途中を飛ばして、あるいは同じ被写体や光景を同様の構図で捉えたショット同士を、直接繋ぎ合わせるカット手法。
鑑賞者には時間が突然跳躍（ジャンプ）したように感じられる。音に例えるとレコードの針飛びである。
映像が編集されている、つまり作り物であることが意識されやすく、違和感やときに不快感を伴うため基本的には避けられる。一方、自覚的に用いて演出効果を上げている例も多々あり、本質的に不適切な手法とまではいえない。

## 用例

### ジョルジュ・メリエス
映画黎明期に活躍した製作者ジョルジュ・メリエスは先駆者としてさまざまな手法を開発した。特撮の範疇ではあるが、人物や小道具が突然変わる・現れる・消えるといった演出にジャンプカットを用いている。

### 勝手にしやがれ
ジャンプカットは、ジャン＝リュック・ゴダールが『勝手にしやがれ』で初めて用いたと言われている。本人が語ったところによると、ラッシュ時点では上映予定時間の倍以上の長さがあり、プロデューサーから半分に縮めるようにとの指示があった。そのためランダムに切り張りをした結果、後にジャンプカットと呼ばれる事になる分断されたものができあがった、という。
本当にランダムに切り張りしたかどうかは定かではないし、作品を観る限り意識的に繋がりを無視したとしか思えないような部分も少なくない。しかし、その経緯はさておき、そこから生み出された独特のスピード感は観客を説得するのに充分なだけのものはあった。

### 報道や簡易制作動画
ニュース番組などの報道映像、とりわけ通行人などへのインタビューにはジャンプカットがしばしば生じる。報道の性質上、撮影機材や編集時間が限られることに加え、発言を要約する編集がなされるためである。
近年では、YouTubeなどの動画投稿サイトにおける顔出し企画（いわゆるYouTuberもの）によく見られる。動画投稿サイトでは3分以上の動画は好まれないことから会話の「間」を削除してできるだけ時間を縮めようとすることに加え、固定された一台のカメラで撮影する簡易な制作の結果としてジャンプカットが生じるのである。

## 誤用

### カット割りによる時間経過
繋がっているのが同様の画でないにもかかわらず、単にカットの間に時間が跳躍することのみを指してジャンプカットと呼ぶのは誤り。一般に映像の尺は描く内容・物語の時間よりも圧倒的に短く、時間を飛ばして余計な経過を省くのはごく当然であり、手法として云うに及ばない。

### 2001年宇宙の旅
太古の昔、ヒトザルが武器とする獣骨が宙を舞い、次の瞬間、それが棒形の軍事衛星に替わる。宇宙時代に達してもなお争いを繰り返す人類の未熟さを象徴するこの有名なシーンは、俗に「映画史上最大のジャンプカット」などと呼ばれることがある。しかし類似のイメージを繋ぐこの手法は、正しくはマッチカットである。